# Вилкинг, Бурхард
Бурхард Вилкинг — немецкий математик, ведущий специалист по римановой геометрии.

## Биография
В 1990 году окончил гимназию в Фехте.
С 1991 по 1998  учился в Вестфальском университете имени Вильгельма в Мюнстере.
Защитил диплом в 1996 году.
В 1998 году защитил диссертацию «Group Actions on Manifolds of Nonnegative Curvature and Generalized Bieberbach Theorems».
С 1999 по 2002 год работал в Пенсильванском университете в Филадельфии.
После этого вернулся в Мюнстер как преемник своего научного руководителя Вольфганга Мейера.

## Научный вклад
- Существенно обобщил метод Синга и Франкеля для геодезических подмногообразий в многообразиях положительной секционной кривизны. Это позволило дать почти полную классификацию многообразий положительной кривизны с большой группой изометрий.

- Совместно к Кристофом Бёмом, построил новые условия на кривизну сохраняющиеся в потоке Риччи. Это позволило доказать несколько новых теорем о сфере и открыло путь к решению гладкой гипотезы о 1/4-защеплённой кривизне. Последнее было проделано Саймоном Бренде[англ.] и Ричардом Шёном[англ.].

## Признание
- 2006 год — приглашённый докладчик на Международном математическом Конгрессе.
- 2009 год — Премия Лейбница.

## Избранные статьи
- Index parity of closed geodesics and rigidity of Hopf fibrations. Invent. Math. 144 (2001), no. 2, 281–295.
- Manifolds with positive sectional curvature almost everywhere. Invent. Math. 148 (2002), no. 1, 117–141.
- Torus actions on manifolds of positive sectional curvature. Acta Math. 191 (2003), no. 2, 259–297.
- Positively curved manifolds with symmetry. Ann. of Math. (2) 163 (2006), no. 2, 607–668.
- B. Wilking, C. Böhm. Manifolds with positive curvature operators are space forms (англ.) // Ann. of Math. (2). — 2008. — Vol. 167, no. 3. — P. 1079–1097.